# Henry Pancoast
Henry Khunrath Pancoast, né le 26 février 1875 et mort le 20 mai 1939, est un radiologue américain ayant donné son nom au syndrome de Pancoast-Tobias.

## Biographie
Henry Pancoast est né de Seth et Susan George Pancoast à Philadelphie le 26 février 1875. Ses parents étaient quakers, et son père était aussi médecin. Après avoir travaillé brièvement dans le domaine bancaire, Henry Pancoast a étudié la médecine à l'University of Pennsylvania, dont il a été diplômé en 1898. En 1912, il fut le premier professeur de radiologie nommé aux États-Unis.

## Travaux
Henry Pancoast a travaillé sur les tumeurs de l'apex pulmonaire et sur la silicose.